# Lliga d'Aruba de futbol
La lliga d'Aruba de futbol, anomenada Aruban Division di Honor o Campeonato AVB Aruba Bank, és la màxima competició d'Aruba de futbol.
És organitzada per la Federació d'Aruba de Futbol (Arubaanse Voetbal Bond) i fou creada el 1930. Fins a l'any 1985 els millors clubs d'Aruba es classificaven per al Campionat de les Antilles Neerlandeses de futbol.

## Clubs participants
Alguns dels equips participants al campionat són:
- SV Britannia (Piedra Plat, Paradera)
- SV Bubali (Bubali, Noord)
- SV Dakota (Dakota, Oranjestad)
- SV Deportivo Nacional (Palm Beach, Noord)
- SV Estrella (Papilon, Santa Cruz)
- SV La Fama (Savaneta, Savaneta)
- SV Racing Club Aruba (Solito, Oranjestad)
- SV River Plate Aruba (Madiki, Oranjestad)

## Historial
Font:
- 1930-31:  Lago (1)
- 1932-33: No es disputà
- 1933-34: Abandonat
- 1934-35:  Hollandia (1) [a]
- 1935-37: No es disputà
- 1938:  RCA (1)
- 1939:  RCA (2)
- 1940:  RCA (3)
- 1941:  RCA (4)
- 1942:  RCA (5)
- 1943:  Hollandia (2)
- 1944: Desconegut [b]
- 1945:  RCA (6)
- 1946:  RCA (7)
- 1947:  RCA (8)
- 1948:  RCA (9)
- 1949:  SV Aruba Juniors (1)
- 1950:  RCA (10)
- 1951:  RCA (11)
- 1952-53:  RCA (12)
- 1953-54:  SV Aruba Juniors (2)
- 1954:  RCA (13)
- 1955-56:  SV Aruba Juniors (3)
- 1956  RCA (14)
- 1957:  RCA (15)
- 1958:  SV Aruba Juniors (4)
- 1959:  RCA (16)
- 1960:  RCA (17)
- 1961:  SV Dakota (1)
- 1962-63:  SV Dakota (2)
- 1963-64:  SV Dakota (3)
- 1964-65:  RCA (18)
- 1965-66:  SV Dakota (4)
- 1966-67:  SV Dakota (5)
- 1967-68:  RCA (19)
- 1968-69:  SV Estrella (1)
- 1969-70:  SV Dakota (6)
- 1970-71:  SV Dakota (7)
- 1971-72:  SV Dakota (8)
- 1973:  SV Estrella (2)
- 1974:  SV Dakota (9)
- 1975:  SV Bubali (1)
- 1976:  SV Dakota (10)
- 1977:  SV Estrella (3)
- 1978:  RCA (20)
- 1979:  RCA (21)
- 1980:  SV Dakota (11)
- 1981:  SV Dakota (12)
- 1982:  SV Dakota (13)
- 1983:  SV Dakota (14)
- 1984:  San Luis Deportivo (1)
- 1985:  SV Estrella (4)
- 1986:  RCA (22)
- 1987:  RCA (23)
- 1988:  SV Estrella (5)
- 1989:  SV Estrella (6)
- 1990:  SV Estrella (7)
- 1990:  RCA [c]
- 1991:  RCA (24)
- 1992:  SV Estrella (8)
- 1993:  River Plate (1)
- 1994:  RCA (25)
- 1995:  SV Dakota (15)
- 1996:  SV Estrella (9)
- 1997:  River Plate (2)
- 1998:  SV Estrella (10)
- 1999:  SV Estrella (11)
- 2000:  Nacional (1)
- 2001:  Nacional (2)
- 2002:  RCA (26)
- 2003-04:  Nacional (3)
- 2004-05:  SV Britannia (1)
- 2005-06:  SV Estrella (12)
- 2006-07:  Nacional (4)
- 2007-08:  RCA (27)
- 2008-09:  SV Britannia (2)
- 2009-10:  SV Britannia (3)
- 2010-11:  RCA (28)
- 2011-12:  RCA (29)
- 2012-13:  SV La Fama (1)
- 2013-14:  SV Britannia (4)
- 2014-15:  RCA (30)
- 2015-16:  RCA (31)
- 2016-17:  Nacional (5)
- 2017-18:  SV Dakota (16)
- 2018-19:  RCA (32)
- 2019-20: Cancel·lat [d]
- 2020-21:  Nacional [e]
- 2021-22:  SV Dakota (17)
- 2022-23:  RCA (33)
- 2023-24:  SV Britannia (5)